# Блед

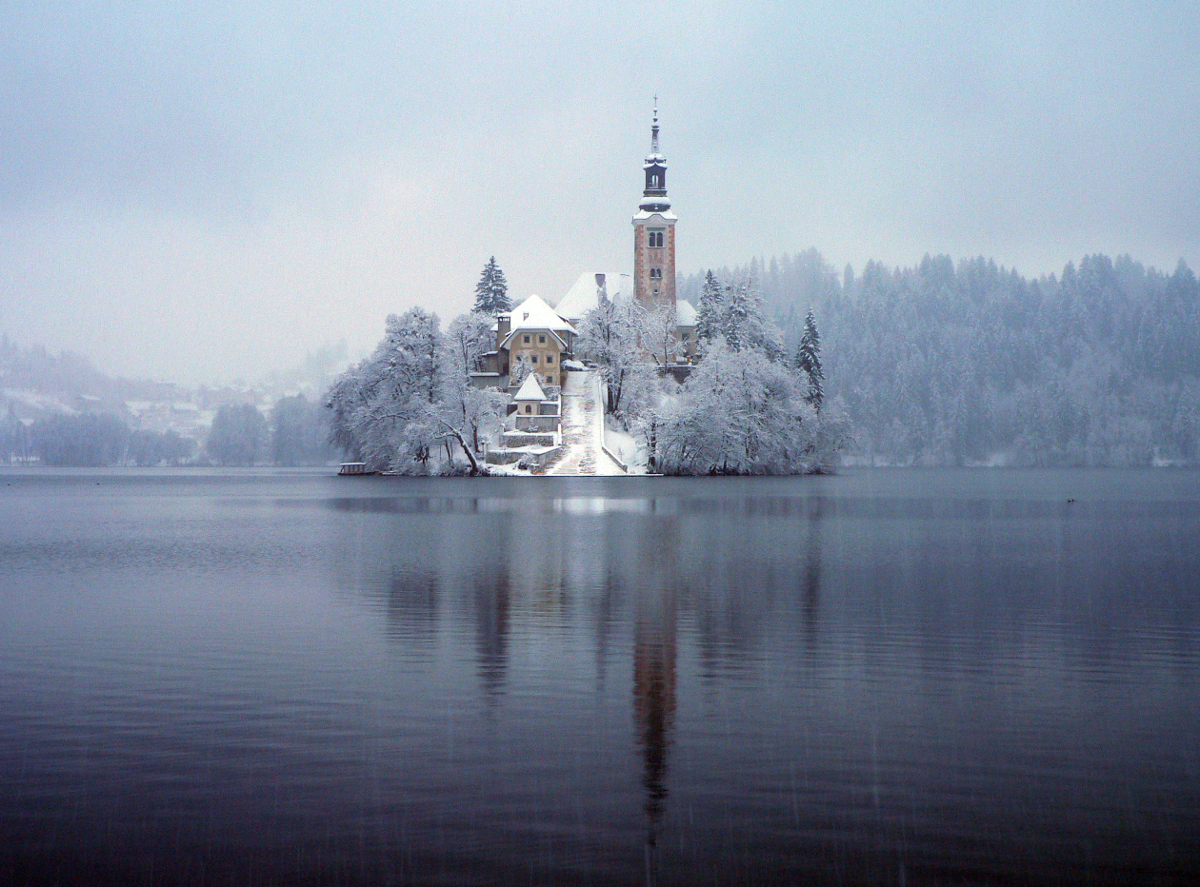
Костел Внебовзяття Пресвятої Діви Марії, розташований на острові посеред Бледського озера

Блед (словен. Bled, нім. Veldes) — місто-курорт у північно-західній частині Словенії в районі Верхньої Крайни, мі́ститься біля кордону з Італією та Австрією. Населення міста за даними перепису 2002 року — 5 252 осіб, населення всієї общини — 10 899. Блед лежить на берегах Бледського озера, у Юлійських Альпах на схід від національного парку Триглав.

## Географія й транспорт

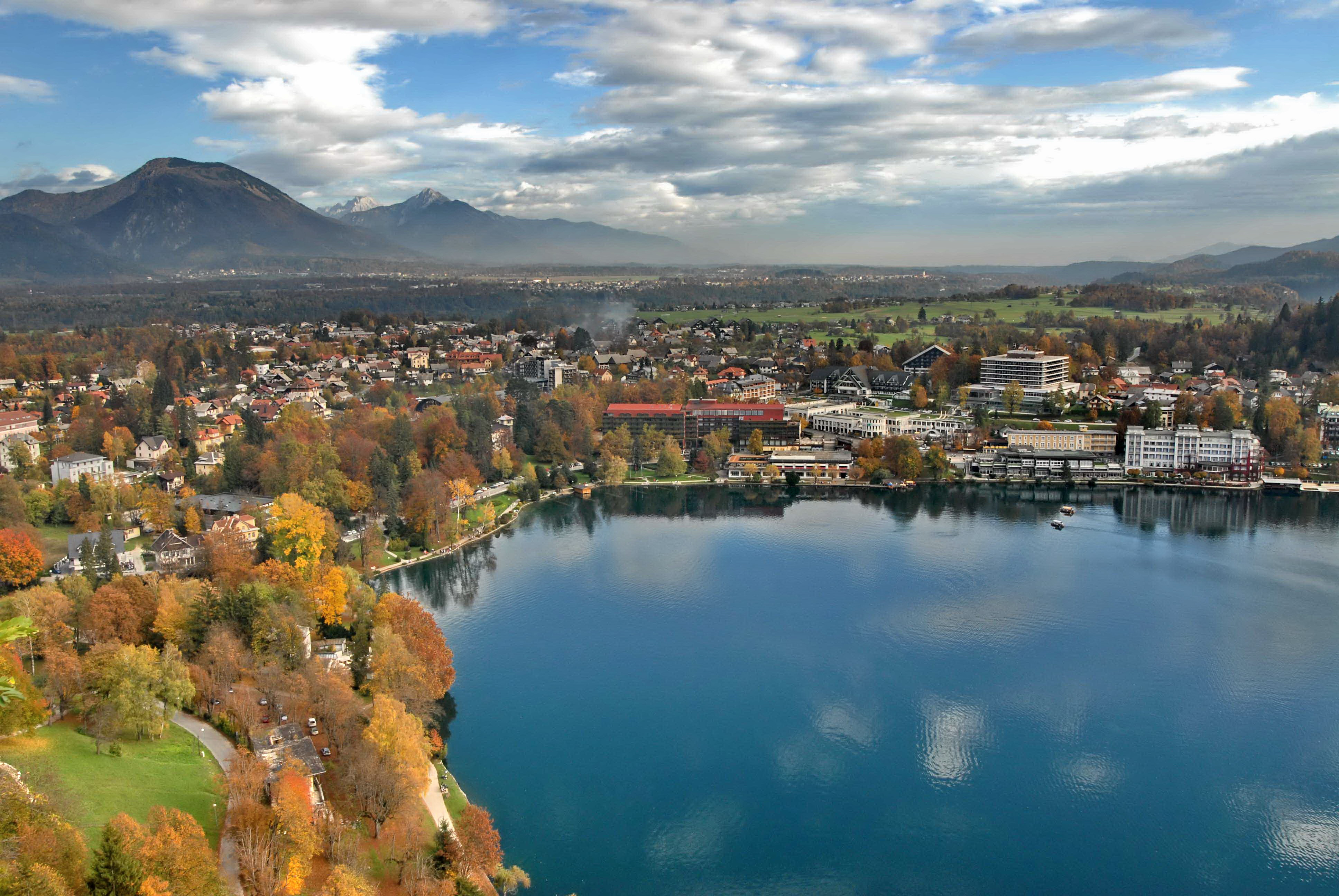
Блед

Населений пункт розташований за 45 кілометрів на північний захід від столиці Словенії міста Любляна, та за 10 кілометрів на південний схід від м. Єсениці.
За 9 кілометрів на північ від міста проходить австрійський кордон, за 40 кілометрів на захід — італійський. Блед розташований недалеко від залізничної та автомобільної магістралі Любляна — Філлах. Ще кілька доріг з міста ведуть у гори, зокрема до національного парку Триглав.

## Історія
Блед був заселений ще з часів мезоліту. Бледський замок уперше згадано під своєю німецькою назвою Фельдес в 1004 році, коли його імператор Генріх II подарував Альбуіну, єпископу Бріксена. В 1278 році, після битви в Сухих Крутах, він разом зі Крайною перейшов до короля Німеччини Рудольфа I, з того часу, за ви́нятком періоду 1809-1816 років, коли він належав наполеонівським Іллірійським провінціям, весь час входив до складу держави Габсбургів аж до першої світової війни.
Після розпаду Австо-Угорщини Блед увійшов до складу Югославії, де став лі́тньою резиденцією монархів Карагеоргієвичів, а потім Йосипа Броз Тіто. З 1991 року входить до складу Словенії.

## Пам'ятки

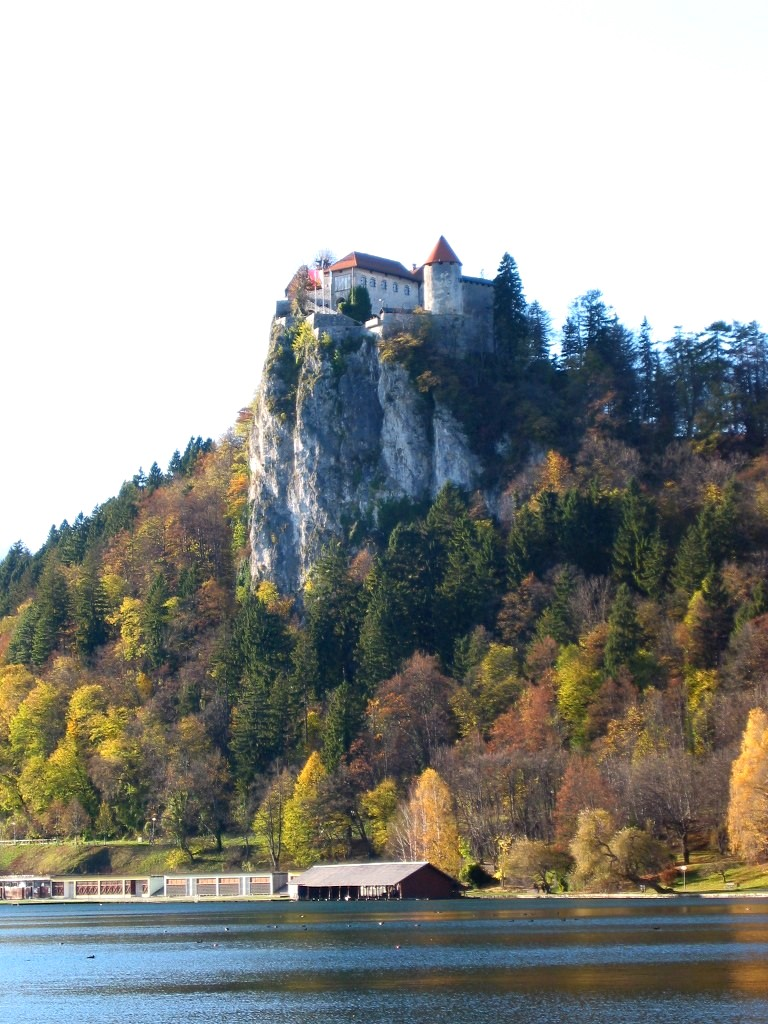
Бледський замок

- Бледське озеро — мальовниче гірське озеро з чистою водою. Посеред озера є єдиний острів Словенії, на якому спорудили костел Внебовзяття Пресвятої Діви Марії.
- Бледський замок — побудований на вершині 130-метрової скелі над самим озером. Вперше згаданий в 1004 році, відтоді багаторазово перебудовуваний і розширений.
- Храм св. Мартина.
- Готель «Віла» — колишня літня резиденція Йосипа Броз Тіто.

## Туризм
Блед — один з найбільших бальнеологічних і гірськолижних курортів країни. Популярність Бледа як курорту відома ще з XIX сторіччя. Гості міста мають всі можливості для активного відпочинку (гольф, кінні та велопрогулянки, гірський туризм). Зимою працює велика кількість гірськолижних трас.
Також у місті безліч магазинів, ресторанів, кафе і готелів.
Перші лікарні в Бледі були побудовані в 1858 році швейцарським лікарем Арнольдем Ріклімом. Тут почали лікувати зокрема мігрень, високий кров'яний тиск і хвороби опорно-рухового апарату. З плином часу в Бледі було побудовано ще більше готелів, зокрема найвідоміший з них Гранд Готель Топлиці.

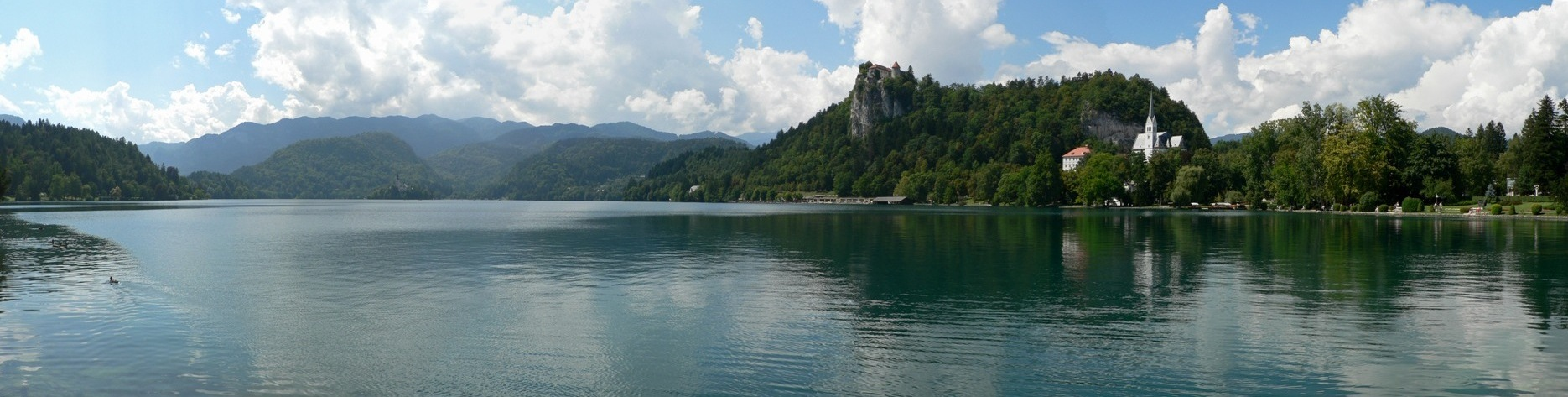
Бледське озеро